# Мікулаш Дзурінда
Мікулаш Дзурінда (словац. Mikuláš Dzurinda; нар. 4 лютого 1955, Списький Штврток, Чехословацька республіка) — словацький політик, прем'єр-міністр Словаччини з 30 жовтня 1998 до 4 липня 2006, в.о. президента Словаччини з 30 жовтня 1998 до 15 червня 1999. Радник президента України Петра Порошенка.
Засновник і лідер Словацької демократичної коаліції (SDK), а згодом Словацького демократичного і християнського союзу. З 2002 по 2006 рік його партія формувала коаліційний уряд з Християнсько-демократичним рухом, Альянсом нового громадянина та Партією угорської коаліції. Другий уряд Мікулаша Дзурінди був названий реформаторським, проринковим і найефективнішим в економічних питаннях у Словаччині з 1993 року. Проведені реформи включали єдиний податок у розмірі 19 %, пенсійну реформу, реформу фінансування освіти (за винятком коледжів та університетів). Під час його каденції Словаччина приєдналася до Європейського Союзу та НАТО.
Пізніше Дзурінда обіймав посаду міністра закордонних справ у коаліційному уряді прем'єр-міністерки Івети Радічової з 2010 по 2012 рік. 3 грудня 2013 року Дзурінда був обраний президентом Центру Мартенса, аналітичного центру Європейської народної партії.

## Життєпис
Діди-прадіди політика з української етнічної території у Словаччині — Спиш. Батько політика, Микола Дзурінда, був етнічним русином.
Закінчив Інститут транспорту та комунікацій у Жиліні, з 1979 до 1988 працював економічним аналітиком НДІ транспорту міста Жиліна. З 1988 до 1990 директор з інформаційних технологій Обласної дирекції у Братиславі Чехословацької залізниці.

### Політична діяльність
У 1990 році став одним із засновників консервативного Словацького демократичного руху. У 1991 році — заступник міністра транспорту, телекомунікацій і пошти. У 1994 році — міністр транспорту, телекомунікацій і пошти в уряді Йозефа Моравчика. Після приходу до влади уряду Володимира Мечіара перейшов в опозицію.
У 1998 році опозиційні партії перемогли на виборах, і Дзурінда став прем'єр-міністром, а також виконував обов'язки президента до обрання на цей пост Рудольфа Шустера. У 2000 році організував партію Словацький демократичний і християнський союз. У 2002 році — знову отримав перемогу на виборах на чолі коаліції.
У 2006 році на виборах партія Дзурінди зайняла друге місце, і переможець виборів Роберт Фіцо сформував коаліційний уряд.
9 липня 2010 року зайняв пост міністра закордонних справ в уряді Івети Радічової.
За словами Дзурінди: «Тут я хочу навести останні дані Євростату: у 2004 році ВВП на душу населення в Словаччині становив усього 57 % від європейського — а сьогодні, через 10 років, цей показник сягає 76 %. І така картина характерна для інших показників — країна запускається й працює в цілому в правильному напрямку».

## Українсько-словацькі відносини
Міністр закордонних справ Словацької Республіки Мікулаш Дзурінда наголосив, що для Словаччини політичний діалог з Україною є надзвичайно важливим. «Мені здається, що зараз саме той час, коли Україна має приділяти більше уваги Словаччині, а Словаччина — Україні», — сказав М. Дзурінда.